# Зарудянська загальноосвітня школа (Кременчуцький район)
Зарудянська загальноосвітня школа І-ІІІ ступенів Кременчуцької районної ради Полтавської області — загальноосвітня школа, розташована у с. Заруддя Кременчуцького району Полтавської області.

## Історія
Історія Зарудянської школи бере свій початок у 1910 році, коли жителі села Галещини (нині Заруддя) на сільській сходці вирішили побудувати школу. Матеріали для будівництва були виділені земством, будівельні роботи велись силами сільської громади. Школа відкрила свої двері для учнів восени 1914 року. Спочатку вона була початковою. Навчання велося в трьох просторих класах в приміщенні, що знаходилося в центрі села. До нашого часу збереглися згадки про перших вчителів школи Полторацького В. Г. та Хоменка А. І. Це були високоосвічені педагоги, які прищеплювали учням любов до знань, до рідного краю. Раз у тиждень до школи приїздив отець Даниїл, читав учням Закон Божий. Початковою школа була до 1937 року, далі — семирічною.
Під час нацистської окупації, з осені 1941 року по вересень 1943 року, в школі проводилися заняття, та учнів було небагато. Відступаючи, окупанти замінували приміщення школи, але завдяки оперативному наступу радянських військ підірвати її не вдалося. Після визволення села в шкільних приміщеннях декілька місяців перебував військовий шпиталь.
У повоєнний період було проведено капітальний ремонт школи. До неї прийшли нові педагоги, серед яких було багато фронтовиків, таких як Третяк Олексій Арсентійович, що працював у навчальному закладі усе своє життя.
З 1953 року Зарудянська школа стала десятирічкою. До її стін сходилися учні із сіл Бондарі, Василенки, Нова Галещина, Натягайлівка, Степівка тощо. Класи були переповнені, школа працювала у дві зміни. Директор школи Старишко Микола Іванович разом з учителями та учнями розпочав будівництво нового корпусу, стрілецького тиру. Стараннями М. І. Старишка було електрифіковано приміщення школи.
В Зарудянській школі у 1956 році була створена шкільна виробнича бригада (одна з перших в Україні). За матеріалами шкільного архіву, щоденникових записів учасників виробничої бригади, за спогадами Степанової Г. П., Старик Л. С. (колишніх учнів школи), шкільна виробнича бригада «Дружба» мала 100 га землі, на якій вирощувалися озима пшениця, горох, кукурудза, гречка, цукровий буряк, багаторічні трави. В середньому урожайність учнівського поля була більша за колгоспну: озима пшениця у школярів 18 ц/га, а в колгоспі — 14 ц/га, горох на ділянці школи — 19,7, у колгоспі не сіяли; кукурудза — 19 центнерів з гектара, у колгоспі — 6 центнерів, картопля у школярів 50 ц/га, а в колгоспі — 25 ц/га. До складу виробничої бригади входило 78 учнів 8—10 класів, 5—7 класи допомагали у виконанні основних робіт. У школярів був трактор, культиватор, сівалка, плуг, машина, але більшість робіт виконувалися учнями вручну: шарування, проривка, поління, збирання картоплі. На полях вирощувалися рекордні врожаї кукурудзи. Учнями на чолі з учителями проводилися експерименти по вирощуванню рису тощо.
У 1958 році були збудований другий навчальний корпус та майстерня, будинок для вчителів. Для дітей, що ходили здалеку, у цьому ж році збудували інтернат, що значно покращило умови для навчання. Інтернат проіснував до 1982 року, коли були збудовані дороги з твердим покриттям і необхідність в житлі для учнів відпала.

## Видатні вчителі
За сторічну історію школи змінилося не одне покоління вчителів. До когорти видатних належать: Третяк Олексій Арсентійович, директор, — фронтовик, орденоносець, в 2014 році в навчальному закладі була відкрита виставка до 100-річчя цього педагога; Доненко Мотрона Гаврилівна, вчителька початкових класів, що працювала в школі з 1944 року до початку 90-х, виховала сотні маленьких школярів, була і сільським лектором, і шанованим педагогом; Стулій Ніна Федорівна, вчителька початкових класів, працювала в школі понад 50 років; Проша Леонід Григорович, директор, а потім завуч школи, нагороджений знаком «Відмінник освіти»; Середа Іван Михайлович, вчитель географії, завуч школи, фронтовик; Старик Любов Самсонівна, вчителька російської мови та літератури, та ін.

## Випускники
Випускниками навчального закладу стали: професор історії Кременчуцького національного університету ім. М. Остроградського Ганна Тимофіївна Капустян (1970 рік), доцент кафедри української літератури Полтавського національного педагогічного університету ім. В. Короленка Віра Анатоліївна Мелешко (1978 рік), гвардії полковник у відставці М. В. Нестеренко та багато інших.
Зараз в селі Заруддя проживає біля 140 осіб. У Зарудянській ЗОШ І-ІІІ ступенів навчається до сімдесяти учнів. Шефство над школою взяв Біланівський ГЗК, який надає матеріальну допомогу у навчанні та вихованні школярів.